# Cassidy (Rapper)

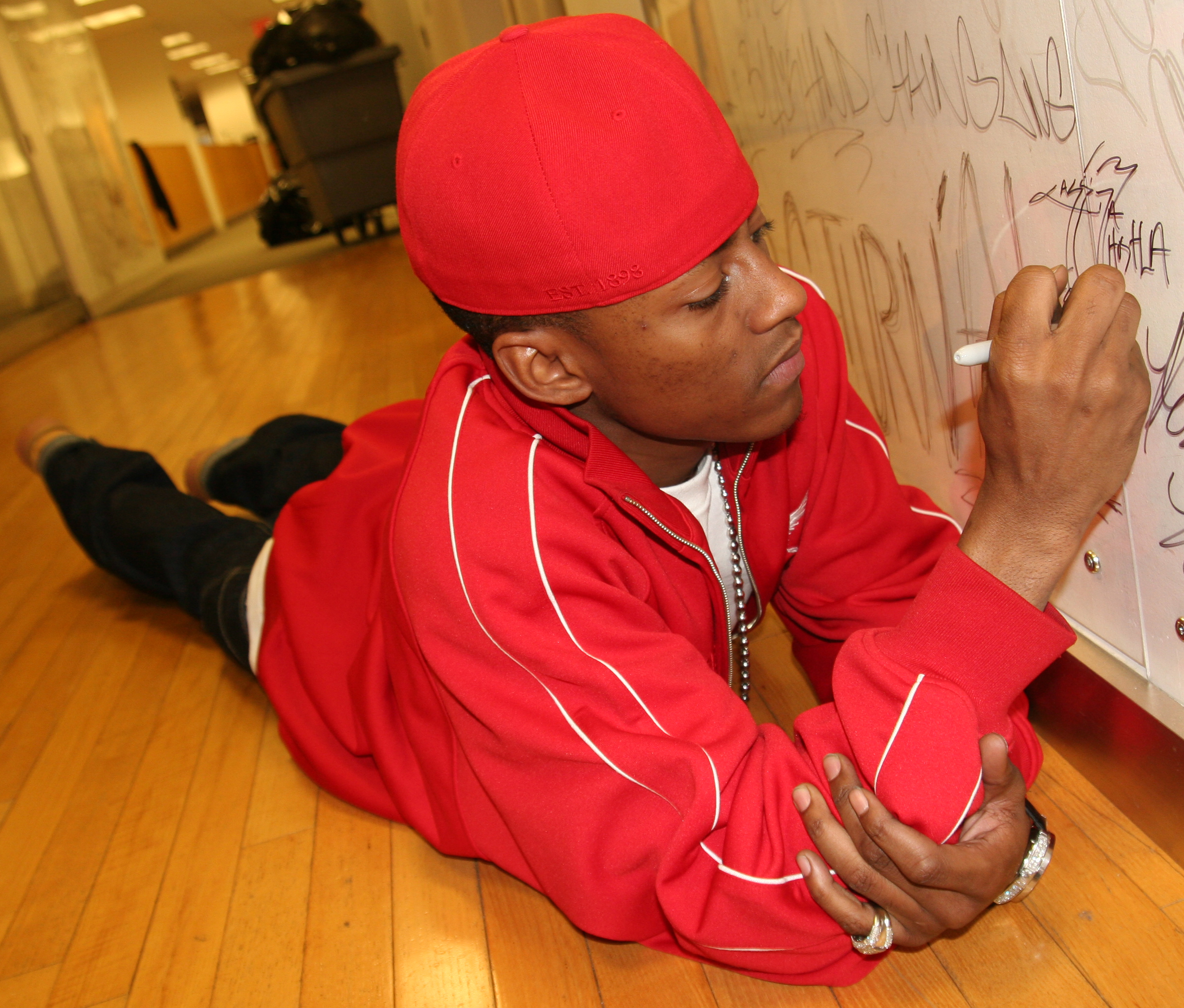
Cassidy (2005)

Cassidy (* 7. Juli 1982 in Philadelphia, Pennsylvania, eigentlich Barry Adrian Reese) ist ein US-amerikanischer Rapper.

## Leben
Cassidy wuchs mit Hip-Hop auf, von dem seine Eltern „besessen“ waren. Sein Vater brachte sogar eine Single raus, die im lokalen Radio gespielt wurde. Cassidy machte sich früh bei Rap-Battles zwischen den Gangs seiner Heimatstadt einen Namen und war auch auf verschiedenen lokal zirkulierenden Mixtapes zu hören (damals noch als „The Boy B“). Er gewann in seiner Heimatstadt bei einem Radiosender einen Freestyle-Rap-Battle. 
Mit seiner Band Larsiny, die aus ihm, damals noch „B. Cassidy“, und seinen Freunden Shiz Lansky und Cal Akbar bestand, war er bei dem Label Ruff Ryders unter Vertrag. Der Rapproduzent Swizz Beatz nahm ihn 2002 für sein Plattenlabel Full Surface unter Vertrag. Im gleichen Jahr entstanden die ersten Aufnahmen für das Compilation-Album G.H.E.T.T.O. Stories. Außerdem war Cassidy auf Songs von Snoop Dogg und Wyclef Jean zu hören. 2003 nahm er unter dem Titel Split Personality sein Debütalbum auf. Mit dem Album stieg er im April 2004 auf Anhieb auf Platz 2 der US-amerikanischen Billboard-Charts ein und das Album erreichte Goldstatus. 
Sein nachfolgendes Album I'm a Hustla erreichte 2005 in den USA Platz 5 der Billboard-Charts. Das Album war das erste Hip-Hop-Album, das als Hybrid-Tonträger, einer DualDisc veröffentlicht wurde. Der Ausschnitt I'm a Hustla, nigga ask about me der gleichnamigen Single, die er zusammen mit Mary J. Blige aufnahm, stammt ursprünglich aus einem Rap vom Lied Dirt off Your Shoulder (2003) von Jay-Z.
Im Juni 2005 kam Cassidy in die Schlagzeilen, als gegen ihn ein Haftbefehl ausgestellt wurde. Er wurde beschuldigt am 15. April 2005 an der Ermordung eines 22-jährigen Mannes beteiligt gewesen zu sein. Er wurde zu elf bis 23 Monaten im Gefängnis bestraft. Die sieben Monate, die er bereits einsaß, werden ihm jedoch angerechnet. Er wurde am 2. März 2006 aus der Haft entlassen. 

Cassidy wurde am 4. Oktober 2006 bei einem Autounfall in New Jersey schwer verletzt. Ein Lastwagen, der ins Schleudern geraten und auf die Gegenfahrbahn abgekommen war, prallte seitlich in den Wagen des Rappers. Cassidy erlitt eine Fraktur des Schädels und brach sich diverse Knochen im Gesicht. Die restlichen vier Insassen, die sich mit im SUV des Rappers befanden, überstanden den Unfall unverletzt.
2007 brachte Cassidy sein 3. Album mit dem Titel B.A.R.S. heraus, in dem er über sein Leben und seine Vergangenheit, wie z. B. über seine Verhaftung erzählt. Die 2. Single aus dem Album, Innocent(Misunderstood) erreichte in der Kategorie R&B/Rap Platz 3 der Charts. Sein Studioalbum C.A.S.H. (Cass A Straight Hustla) von 2010 war kein kommerzieller Erfolg.
Cassidy hat einen Sohn, den er „Lil' Cassidy“ nennt. Mit der Mutter des Kindes ist er nicht verheiratet. 

## Stil
Cassidys Style ist vergleichbar mit dem von der Hip-Hop-Legende Big L. Er wurde früher mit Rapper Chingy verglichen, später mit Rapper Papoose. Zu Cassidys Lieblingsrappern gehören unter anderem Nas & The Notorious B.I.G.
Cassidy schreibt häufig Texte aus verschiedenen lyrischen Ichs heraus, welche sich auch feindlich gegenüberstehen. 

## Diskografie

### Studioalben
| Jahr | Titel                                   | Höchstplatzierung, Gesamtwochen, AuszeichnungChartplatzierungen (Jahr, Titel, Platzierungen, Wochen, Auszeichnungen, Anmerkungen) | Höchstplatzierung, Gesamtwochen, AuszeichnungChartplatzierungen (Jahr, Titel, Platzierungen, Wochen, Auszeichnungen, Anmerkungen) | Anmerkungen                             |
| Jahr | Titel                                   | DE | US | Anmerkungen                             |
| ---- | --------------------------------------- | --- | --- | --------------------------------------- |
| 2004 | Split Personality                       | — | US2 Gold · (15 Wo.)US | Erstveröffentlichung: 16. März 2004     |
| 2005 | I'm a Hustla                            | DE45 (4 Wo.)DE | US5 (9 Wo.)US | Erstveröffentlichung: 28. Juni 2005     |
| 2007 | B.A.R.S. – The Barry Adrian Reese Story | — | US10 (5 Wo.)US | Erstveröffentlichung: 6. November 2007  |
| 2010 | C.A.S.H.                                | — | US145 (1 Wo.)US | Erstveröffentlichung: 16. November 2010 |

### Kompilationen
- 2007: The Best of the Hustla

### EPs
- 2010: Face 2 Face EP

### Singles
| Jahr | Titel Album                                                  | Höchstplatzierung, Gesamtwochen, AuszeichnungChartplatzierungen (Jahr, Titel, Album, Platzierungen, Wochen, Auszeichnungen, Anmerkungen) | Höchstplatzierung, Gesamtwochen, AuszeichnungChartplatzierungen (Jahr, Titel, Album, Platzierungen, Wochen, Auszeichnungen, Anmerkungen) | Höchstplatzierung, Gesamtwochen, AuszeichnungChartplatzierungen (Jahr, Titel, Album, Platzierungen, Wochen, Auszeichnungen, Anmerkungen) | Höchstplatzierung, Gesamtwochen, AuszeichnungChartplatzierungen (Jahr, Titel, Album, Platzierungen, Wochen, Auszeichnungen, Anmerkungen) | Anmerkungen                                             |
| Jahr | Titel Album                                                  | DE | CH | UK | US | Anmerkungen                                             |
| ---- | ------------------------------------------------------------ | --- | --- | --- | --- | ------------------------------------------------------- |
| 2003 | Hotel Split Personality                                      | DE22 (18 Wo.)DE | CH28 (24 Wo.)CH | UK3 Silber · (15 Wo.)UK | US4 (24 Wo.)US | Erstveröffentlichung: 29. September 2003 feat. R. Kelly |
| 2004 | Get No Better Split Personality                              | DE76 (18 Wo.)DE | — | UK24 (24 Wo.)UK | US79 (15 Wo.)US | Erstveröffentlichung: 12. April 2004 feat. Mashonda     |
| 2005 | I’m a Hustla                                                 | DE38 (18 Wo.)DE | — | — | US34 Gold + Platin (Mastertone) · (15 Wo.)US                                                                                             | Erstveröffentlichung: 28. Februar 2005                  |
| 2005 | B-Boy Stance I’m a Hustla                                    | DE64 (5 Wo.)DE | — | — | — | Erstveröffentlichung: 20. Juni 2005                     |
| 2007 | My Drink n My 2 Step B.A.R.S. – The Barry Adrian Reese Story | — | — | — | US33 (20 Wo.)US | Erstveröffentlichung: 20. Juni 2007 feat. Swizz Beatz   |

Weitere Singles
- 2002: Bigger Business (Swizz Beatz feat. Cassidy, Birdman, Jadakiss, P. Diddy, Snoop Dogg, Ronald Isley und TQ)
- 2003: Take It
- 2005: Don’t Care Who Knows (feat. Keisha White)
- 2007: Innocent Man (Misunderstood) (feat. Mark Morrison)
- 2007: Come and Get Me (Swizz Beats feat. Cassidy)
- 2008: Stand Up (The Sean Bell Tribute Song) (mit Swizz Beatz, Maino, Talib Kweli, Styles P und Drag-On)
- 2010: If You Love Me (DJ Absolut feat. Havoc, Sheek Louch, Joell Ortiz und Cassidy)
- 2010: Face to Face
- 2010: Drumma Bass
- 2010: En Off Shore (Prince Negaafellaga feat. Cassidy)
- 2013: Coast to Coast (Infamous Haze feat. Cassidy, Joell Ortiz, Dominic, Nipsey Hussle und Dro Pesci)
- 2013: We Workin` (feat. Jag)
- 2018: 1 Foot In the Grave (feat. BishopMakeItKnock)

### Sonstige Gastbeiträge
- 2002: The General (Salute Me) (Remix) auf G.H.E.T.T.O. Stories von Swizz Beatz mit Nas und Fat Joe
- 2003: Celebrate auf The Preacher’s Son von Wyclef Jean mit Pattie LaBelle
- 2004: Aim 4 the Head auf The Redemption, Vol. 4 Ruff Ryders mit Jin und J-Hood
- 2004: Gold Digger von 112
- 2004: Shawty auf The ATL Project von ATL mit Mario Winans
- 2004: One More Day in the Hood auf The Dirtiest Thirstiest von Yung Wun
- 2005: Aim 4 the Head von The Game
- 2005: State Your Name von The Game mit Lil’ Flip
- 2005: Monster Music (G.H.E.T.T.O.) von Mos Def
- 2005: 18 auf Turning Point von Mario
- 2006: Psycho (Get Hype) von Busta Rhymes mit Papoose
- 2006: Philly Gettin’ Money von Shiz Lansky mit Cal Akbar
- 2007: Cold as Ice von Jay-Z
- 2007: No One RMX von Alicia Keys
- 2013: Mein Kleiderschrank auf Eksodus von Eko Fresh mit Pillath